# Focke-Wulf Fw 206
Die Focke-Wulf Fw 206 war ein projektiertes Verkehrsflugzeug von Focke-Wulf.

## Entwicklung
Nach den erfolgreichen Nonstopflügen Berlin-New York des viermotorigen Verkehrsflugzeuges Fw 200 Condor im Jahr 1938 gab die Lufthansa bei Focke-Wulf eine verkleinerte Ausführung für Kurz- und Mittelstrecken in Auftrag, die als künftiger Ersatz für die Ju 52/3m vorgesehen war. Vorgegeben war eine Nutzlast von 2000 bis 2500 kg, was etwa 14 bis 18 Fluggästen zzgl. 500 bis 700 kg Fracht entsprochen hätte. Entworfen wurde das Flugzeug als freitragender Ganzmetalltiefdecker mit einziehbarem Heckradfahrgestell. Die Entwurfszeichnung erinnerte stark an die Douglas DC-3. Angetrieben werden sollte die Fw 206 von zwei BMW-Bramo-323-Sternmotoren mit je 1000 PS. Bis 1941 wurde eine Attrappe angefertigt, die von Vertretern der Luft Hansa besichtigt wurde; kriegsbedingt kam es zu keiner Prototypenfertigung. Mit einer Weisung des Reichsluftfahrtministeriums vom 1. Oktober 1942 wurden die Arbeiten beendet.

## Technische Daten
| Kenngröße             | Daten                                     |
| --------------------- | ----------------------------------------- |
| Passagiere            | 15                                        |
| Spannweite            | 27,40 m                                   |
| Länge                 | 19,43 m                                   |
| Höhe                  | 5,45 m                                    |
| Flügelfläche          | 85,50 m²                                  |
| Rüstmasse             | 7.490 kg                                  |
| Zuladung              | 3.110 kg                                  |
| Startmasse            | 10.600 kg                                 |
| Antrieb               | 2 × BMW Bramo 323 R, je 1.000 PS (735 kW) |
| Höchstgeschwindigkeit | 370 km/h in 2.400 m Höhe                  |
| Reisegeschwindigkeit  | 325 km/h in 2.600 m Höhe                  |
| Steiggeschwindigkeit  | 4,80 m/s                                  |
| Dienstgipfelhöhe      | 8.200 m                                   |
| Reichweite            | 1.150 km                                  |
| Startrollstrecke      | 400 m                                     |
| Landerollstrecke      | 350 m                                     |